# Élections législatives de 1876 dans l'Orne
Les élections législatives de 1876 ont eu lieu les 20 février et 5 mars.

## Résultats à l'échelle du département
| Partis         | Partis                                      | Premier tour | Premier tour | Deuxième tour | Deuxième tour | Sièges |
| Partis         | Partis                                      | Voix         | %            | Voix          | %             | Sièges |
| -------------- | ------------------------------------------- | ------------ | ------------ | ------------- | ------------- | ------ |
|                | Bonapartistes                               | 29 372       | 35,76        | 14 219        | 54,86         | 3      |
|                | Centre gauche                               | 28 539       | 34,75        |               |               | 3      |
|                | Républicains                                | 10 408       | 12,67        | 11 059        | 42,67         | 0      |
|                | Constitutionnels, Centre droit, Orléanistes | 8 467        | 10,31        | 640           | 2,47          | 0      |
|                | Monarchistes                                | 4 750        | 5,78         |               |               | 0      |
|                | Extrême gauche                              | 600          | 0,73         | 0             |               |        |
|                |                                             |              |              |               |               |        |
| Inscrits       | Inscrits                                    | 111 337      | 100,00       | 31 108        | 100,00        | 6      |
| Votants        | Votants                                     | 84 266       | 75,69        | 26 029        | 83,67         |        |
| Abstentions    | Abstentions                                 | 27 071       | 24,31        | 5 079         | 16,33         |        |
| Blancs et nuls | Blancs et nuls                              | 2 130        | 2,53         | 111           | 0,43          |        |
| Exprimés       | Exprimés                                    | 82 136       | 97,47        | 25 918        | 99,57         |        |

## Résultats par arrondissement

### Arrondissement d'Alençon
| Candidats      | Candidats         | Étiquette      | Premier tour | Premier tour |
| Candidats      | Candidats         | Étiquette      | Voix         | %            |
| -------------- | ----------------- | -------------- | ------------ | ------------ |
|                | Alphonse Grollier | Centre gauche  | 8 259        | 58,61        |
|                | Eugène Lecointre  | Orléaniste     | 5 833        | 41,39        |
|                |                   |                |              |              |
| Inscrits       | Inscrits          | Inscrits       | 19 016       | 100,00       |
| Votants        | Votants           | Votants        | 14 175       | 74,54        |
| Abstention     | Abstention        | Abstention     | 4 841        | 25,46        |
| Blancs et nuls | Blancs et nuls    | Blancs et nuls | 83           | 0,59         |
| Exprimés       | Exprimés          | Exprimés       | 14 092       | 99,41        |

### Arrondissement d'Argentan
| Candidats      | Candidats          | Étiquette      | Premier tour | Premier tour |
| Candidats      | Candidats          | Étiquette      | Voix         | %            |
| -------------- | ------------------ | -------------- | ------------ | ------------ |
|                | Armand de Mackau   | Bonapartiste   | 15 991       | 94,60        |
|                | Auguste Lherminier | Extrême gauche | 600          | 3,55         |
|                | Jules Gévelot      | Centre gauche  | 312          | 1,85         |
|                |                    |                |              |              |
| Inscrits       | Inscrits           | Inscrits       | 26 958       | 100,00       |
| Votants        | Votants            | Votants        | 18 632       | 69,11        |
| Abstention     | Abstention         | Abstention     | 8 326        | 30,89        |
| Blancs et nuls | Blancs et nuls     | Blancs et nuls | 1 729        | 9,28         |
| Exprimés       | Exprimés           | Exprimés       | 16 903       | 90,72        |

### Arrondissement de Domfront

#### 1recirconscription
| Candidats      | Candidats                      | Étiquette      | Premier tour | Premier tour |
| Candidats      | Candidats                      | Étiquette      | Voix         | %            |
| -------------- | ------------------------------ | -------------- | ------------ | ------------ |
|                | Albert Christophle             | Centre gauche  | 8 681        | 82,18        |
|                | baron Houssin de Saint-Laurent | Bonapartiste   | 1 883        | 17,82        |
|                |                                |                |              |              |
| Inscrits       | Inscrits                       | Inscrits       | 14 349       | 100,00       |
| Votants        | Votants                        | Votants        | 10 591       | 73,81        |
| Abstention     | Abstention                     | Abstention     | 3 758        | 26,19        |
| Blancs et nuls | Blancs et nuls                 | Blancs et nuls | 27           | 0,25         |
| Exprimés       | Exprimés                       | Exprimés       | 10 564       | 99,75        |

#### 2ecirconscription
| Candidats      | Candidats      | Étiquette      | Premier tour | Premier tour |
| Candidats      | Candidats      | Étiquette      | Voix         | %            |
| -------------- | -------------- | -------------- | ------------ | ------------ |
|                | Jules Gévelot  | Centre gauche  | 11 287       | 76,07        |
|                | Banville       | Monarchiste    | 3 551        | 23,93        |
|                |                |                |              |              |
| Inscrits       | Inscrits       | Inscrits       | 19 906       | 100,00       |
| Votants        | Votants        | Votants        | 14 946       | 75,08        |
| Abstention     | Abstention     | Abstention     | 4 960        | 24,92        |
| Blancs et nuls | Blancs et nuls | Blancs et nuls | 108          | 0,72         |
| Exprimés       | Exprimés       | Exprimés       | 14 838       | 99,28        |

### Arrondissement de Mortagne

#### 1recirconscription
| Candidats      | Candidats                            | Étiquette      | Premier tour | Premier tour | Deuxième tour | Deuxième tour |
| Candidats      | Candidats                            | Étiquette      | Voix         | %            | Voix          | %             |
| -------------- | ------------------------------------ | -------------- | ------------ | ------------ | ------------- | ------------- |
|                | Henri-Joseph Dugué de La Fauconnerie | Bonapartiste   | 5 409        | 41,17        | 7 117         | 54,23         |
|                | Egbert Abadie                        | Républicain    | 5 094        | 38,78        | 5 367         | 40,89         |
|                | Albert Le Guay                       | Orléaniste     | 2 634        | 20,05        | 640           | 4,88          |
|                |                                      |                |              |              |               |               |
| Inscrits       | Inscrits                             | Inscrits       | 15 538       | 100,00       | 15 538        | 100,00        |
| Votants        | Votants                              | Votants        | 13 195       | 84,92        | 13 125        | 84,47         |
| Abstention     | Abstention                           | Abstention     | 2 343        | 15,08        | 2 413         | 15,53         |
| Blancs et nuls | Blancs et nuls                       | Blancs et nuls | 58           | 0,44         | 1             | 0,01          |
| Exprimés       | Exprimés                             | Exprimés       | 13 137       | 99,56        | 13 124        | 99,99         |

#### 2ecirconscription
| Candidats      | Candidats      | Étiquette      | Premier tour | Premier tour | Deuxième tour, | Deuxième tour, |
| Candidats      | Candidats      | Étiquette      | Voix         | %            | Voix           | %              |
| -------------- | -------------- | -------------- | ------------ | ------------ | -------------- | -------------- |
|                | Marius Bianchi | Bonapartiste   | 6 089        | 48,32        | 7 102          | 55,51          |
|                | Fleury         | Républicain    | 5 314        | 40,74        | 5 692          | 44,49          |
|                | Charency       | Monarchiste    | 1 199        | 9,51         |                |                |
|                |                |                |              |              |                |                |
| Inscrits       | Inscrits       | Inscrits       | 15 570       | 100,00       | 15 570         | 100,00         |
| Votants        | Votants        | Votants        | 12 727       | 81,74        | 12 904         | 82,88          |
| Abstention     | Abstention     | Abstention     | 2 843        | 18,26        | 2 666          | 17,12          |
| Blancs et nuls | Blancs et nuls | Blancs et nuls | 125          | 0,98         | 110            | 0,85           |
| Exprimés       | Exprimés       | Exprimés       | 12 602       | 99,02        | 12 794         | 99,15          |